# Les Vans
Les-Vans (okcitansko Los Vans) je naselje in občina v jugovzhodnem francoskem departmaju Ardèche regije Rona-Alpe. Leta 2006 je naselje imelo 2.827 prebivalcev.

## Geografija
Kraj se nahaja v pokrajini Languedoc med reko Chassezac na severu in Serre de Barre, najvzhodnejšim vrhom Sevenov na jugu, znotraj naravnega regijskega parka Monts d'Ardèche, 66 km jugozahodno od središča departmaja Privas. Je izhodiščna točka regijskega naravnega parka Monts d'Ardèche.

## Uprava
Les-Vans je sedež istoimenskega kantona, v katerega so poleg njegove vključene še občine Les Assions, Banne, Berrias-et-Casteljau, Chambonas, Gravières, Malarce-sur-la-Thines, Malbosc, Saint-André-de-Cruzières, Sainte-Marguerite-Lafigère, Saint-Paul-le-Jeune, Saint-Pierre-Saint-Jean, Saint-Sauveur-de-Cruzières in Les Salelles s 7.749 prebivalci. 
Kanton je sestavni del okrožja Largentière.